# Thomas-steengroeve
De Thomas-steengroeve (Arabisch: مقالع طوما , maqalie tuma, Engels: Thomas Quarry, Frans: carrière Thomas) is een archeologische en paleoantropologische vindplaats ten zuidwesten van Casablanca in Marokko. De groeve werd in 1969 internationaal bekend onder deskundigen nadat daar het fossiel van een onderkaak van een mensachtige werd ontdekt. De vondst werd, net als de onderkaak van Ternifine uit Algerije, aanvankelijk toegeschreven aan het geslacht Atlanthropus. Tegenwoordig wordt het geïnterpreteerd als een Noord-Afrikaanse variant van Homo erectus. 
Meer recentelijk zijn tussen 1994 en 2011 stenen werktuigen en andere fossielen van mensachtigen teruggevonden, waaronder een volledige onderkaak van Homo erectus in 2008. De fossielen en artefacten worden beschouwd als het oudste bewijs van de aanwezigheid van individuen van het geslacht Homo in wat nu Marokko is. 

## Naam
De naam Thomas Quarry gaat terug op de naam van de familie Thomas, die het steengroeveterrein pachtte nadat vanaf 1907 grote hoeveelheden zandsteen moesten worden aangekocht voor de aanleg van de haven van Casablanca. Het terrein was oorspronkelijk verdeeld in steengroeven I, II en III, waarvan de laatste ook wel Oulad Hamida 1 werd genoemd. 

## Vondsten
Het eerste mensachtige fossiel, een halve onderkaak met vijf kiezen, werd in 1969 door een student ontdekt tijdens steendelvingswerkzaamheden in Groeve I. Een exacte toewijzing aan een specifieke, dateerbare vondstlaag bleek onmogelijk. Hoewel in 1975 verdere vondsten werden aangekondigd (uit Groeve III), werden de sedimenten in het steengroevegebied pas systematisch gedateerd nadat er eind jaren tachtig nieuwe opgravingen werden gestart. Tijdens dit werk werden onder meer vier tanden gevonden die afkomstig waren van individuen van het geslacht Homo uit een laag die ongeveer 500.000 jaar oud was. De in 2008 ontdekte menselijke onderkaak kwam uit een iets diepere laag en wordt daarom als iets ouder beschouwd. Er werden ook talloze stenen werktuigen blootgelegd in nog diepere lagen, waarvan de ouderdom in 2021 werd gedateerd op 1,3 miljoen jaar. 
In 2016 werd nog een bijzondere vondst gemeld. In een ongeveer 500.000 jaar oude laag was een dijbeen ingebed, waarvan de schacht talloze bijtsporen vertoonde van een roofdier, waarschijnlijk een hyena. De vondst wordt beschouwd als bewijs dat vroege mensen deel uitmaakten van het dieet van roofdieren. Het was niet mogelijk om vast te stellen of de eigenaar van het bot gevangen was of pas na zijn dood werd opgegeten. 